# Znicz olimpijski

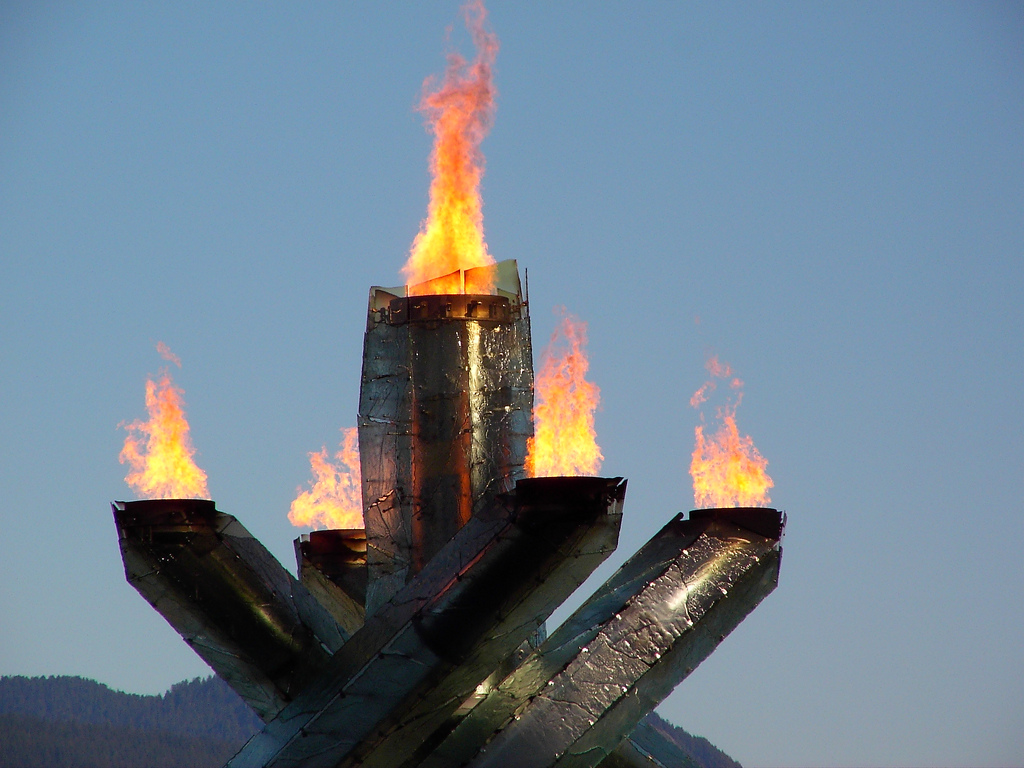
Płonący znicz olimpijski na igrzyskach w Vancouver w 2010

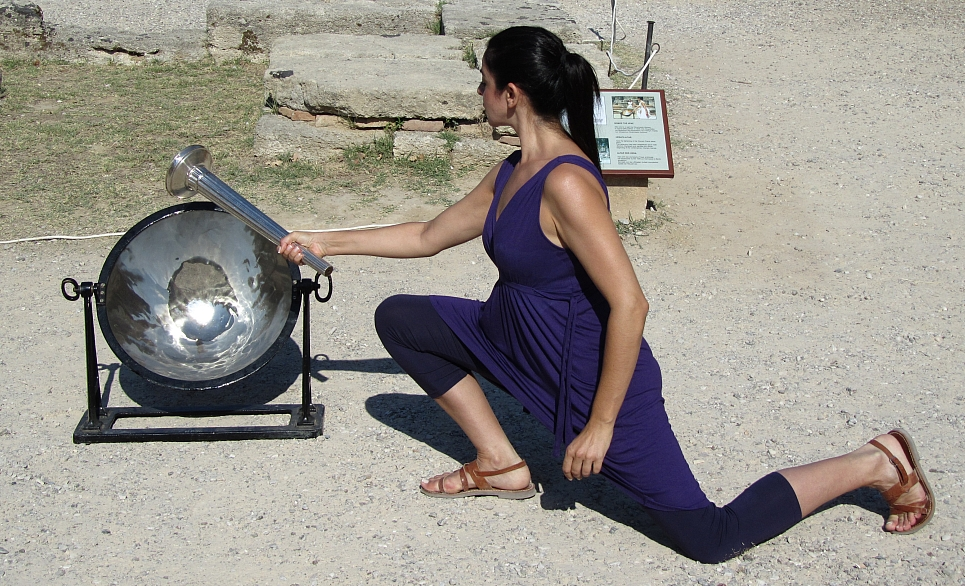
Zapalanie znicza olimpijskiego w Olimpii

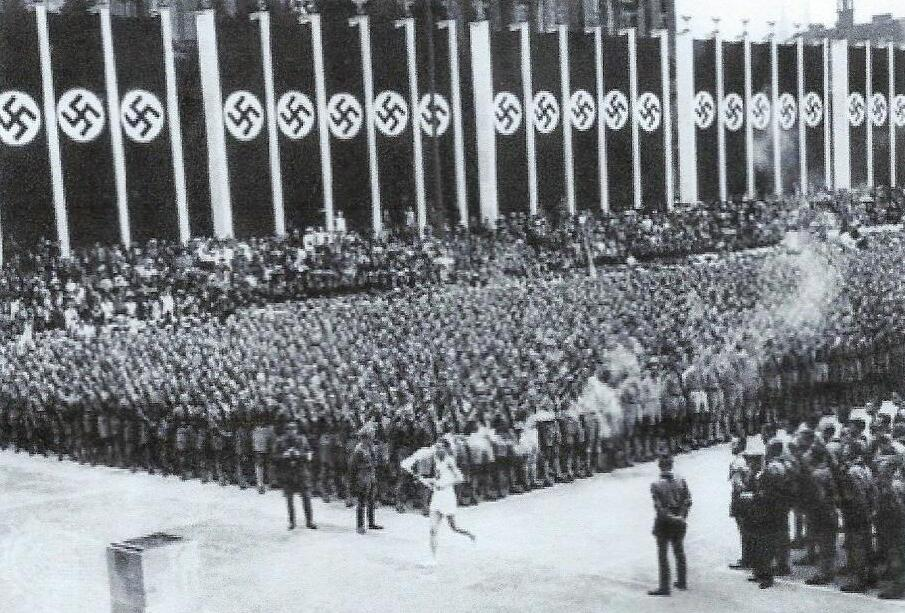
Przybycie płomienia olimpijskiego na igrzyska w Berlinie w 1936

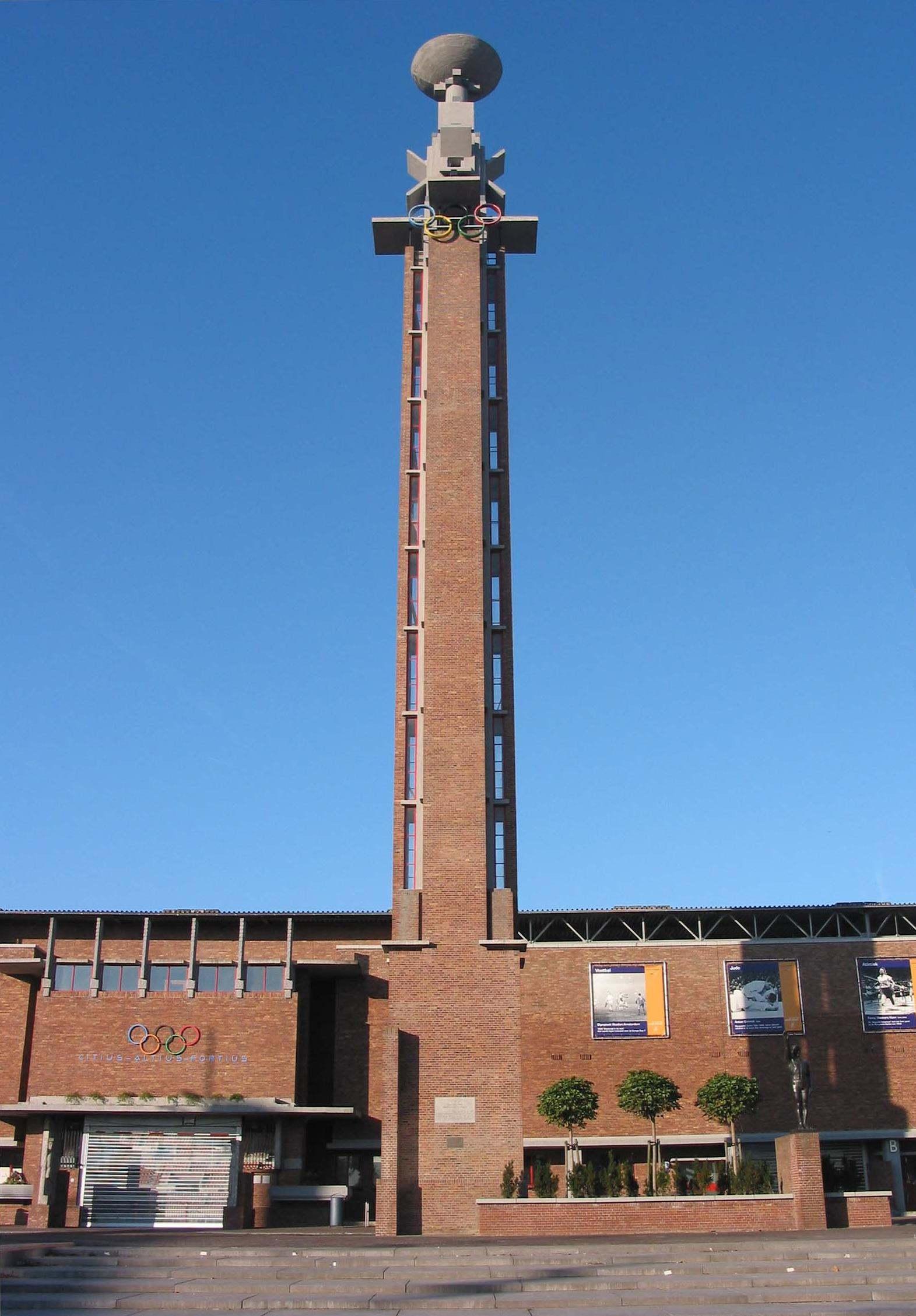
Pierwszy znicz, zapalony w Amsterdamie w 1928

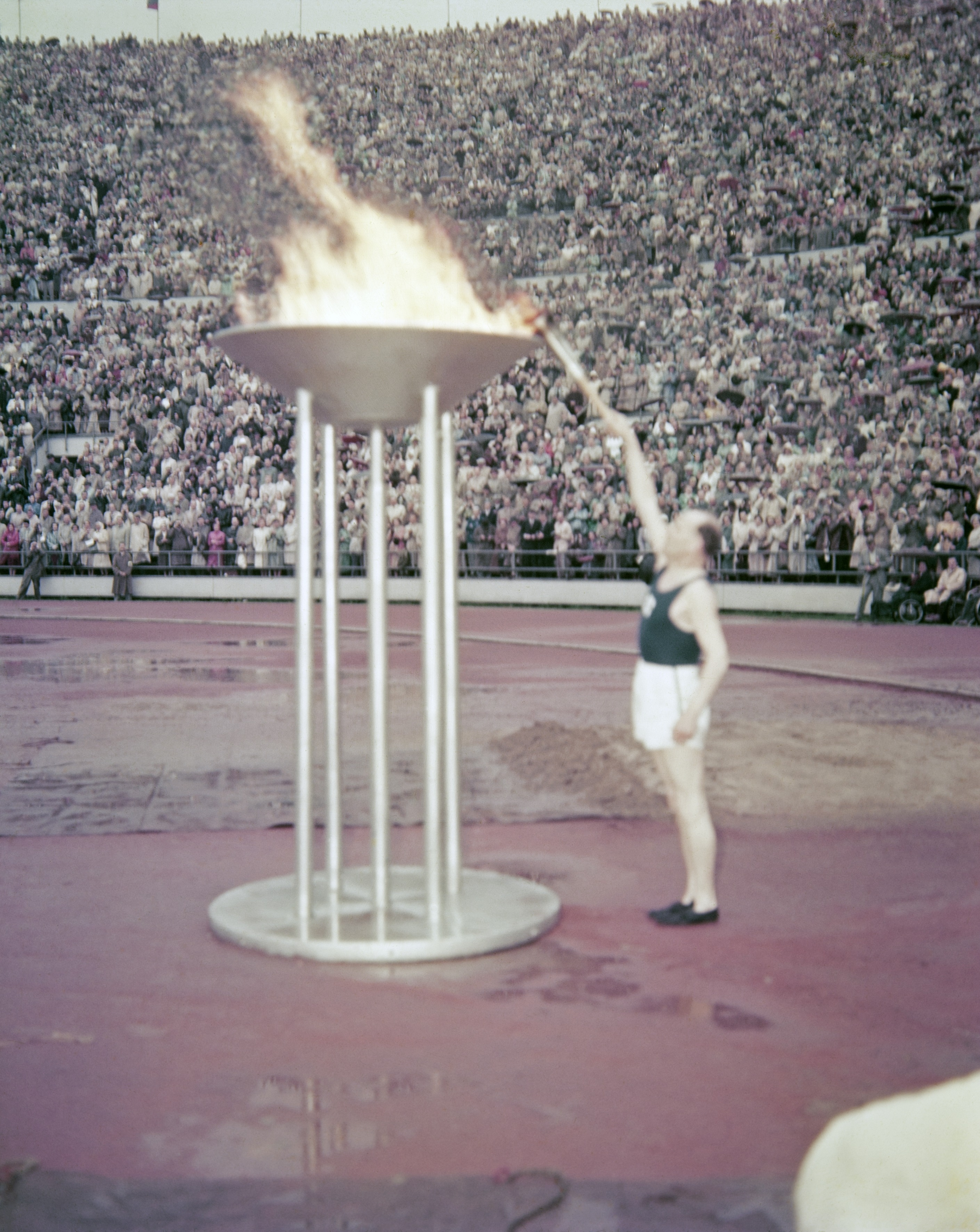
Zapalenie znicza olimpijskiego w Helsinkach w 1952

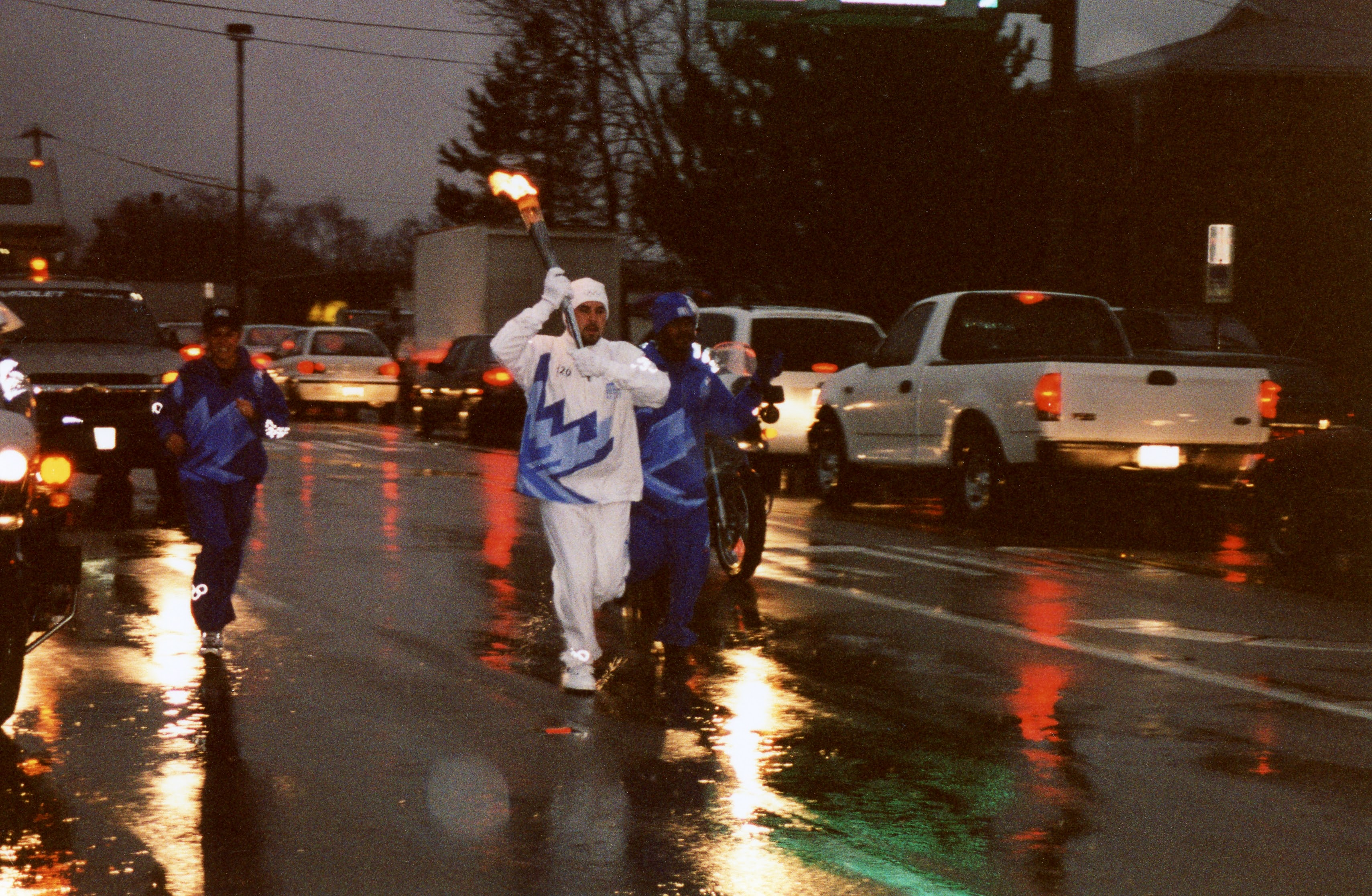
Uczestnik sztafety olimpijskiej niosący płomień na igrzyska w Salt Lake City w 2002, North College Hill, Ohio

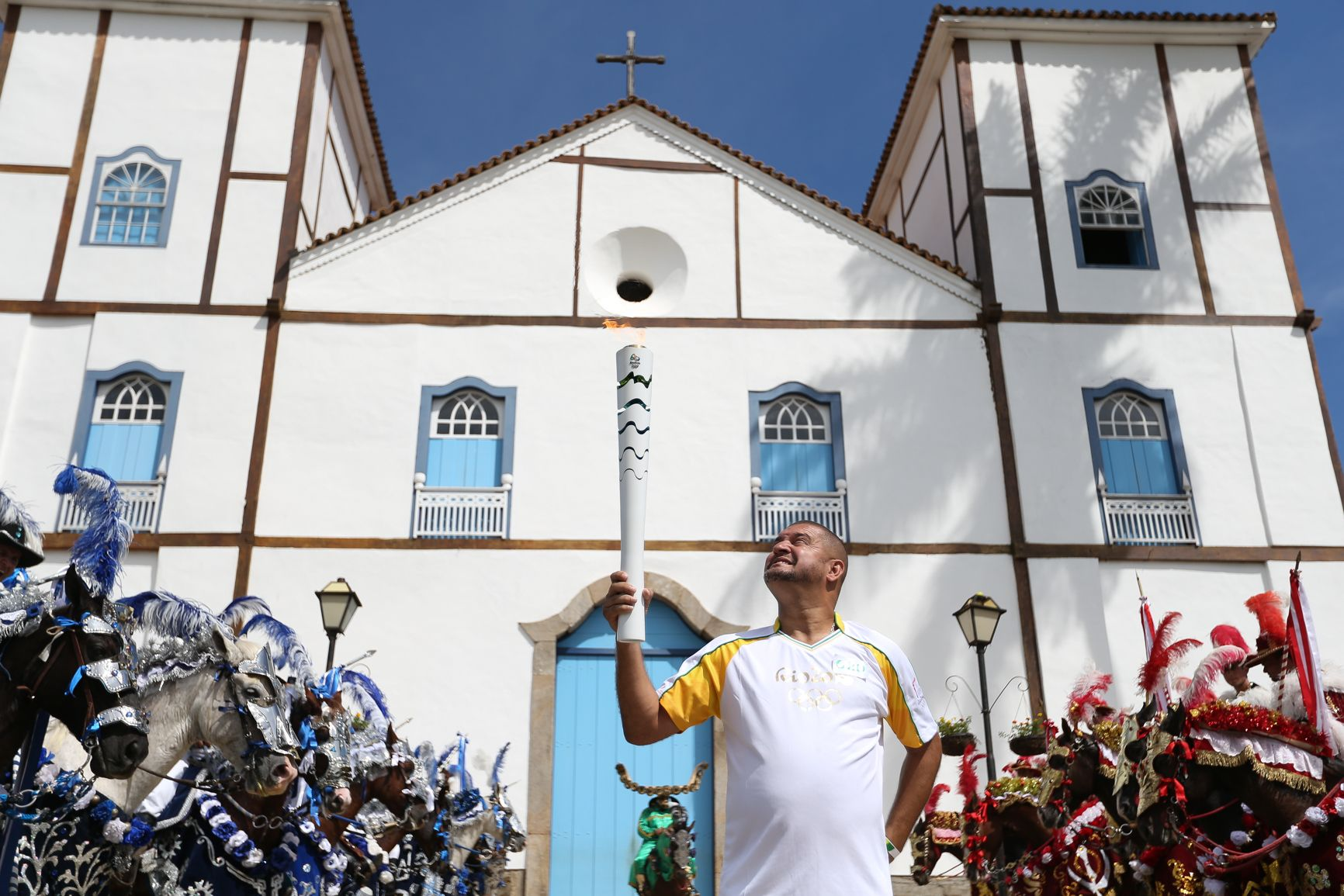
Uczestnik sztafety olimpijskiej niosący płomień na igrzyska w Rio de Janeiro w 2016, Pirenópolis, Brazylia

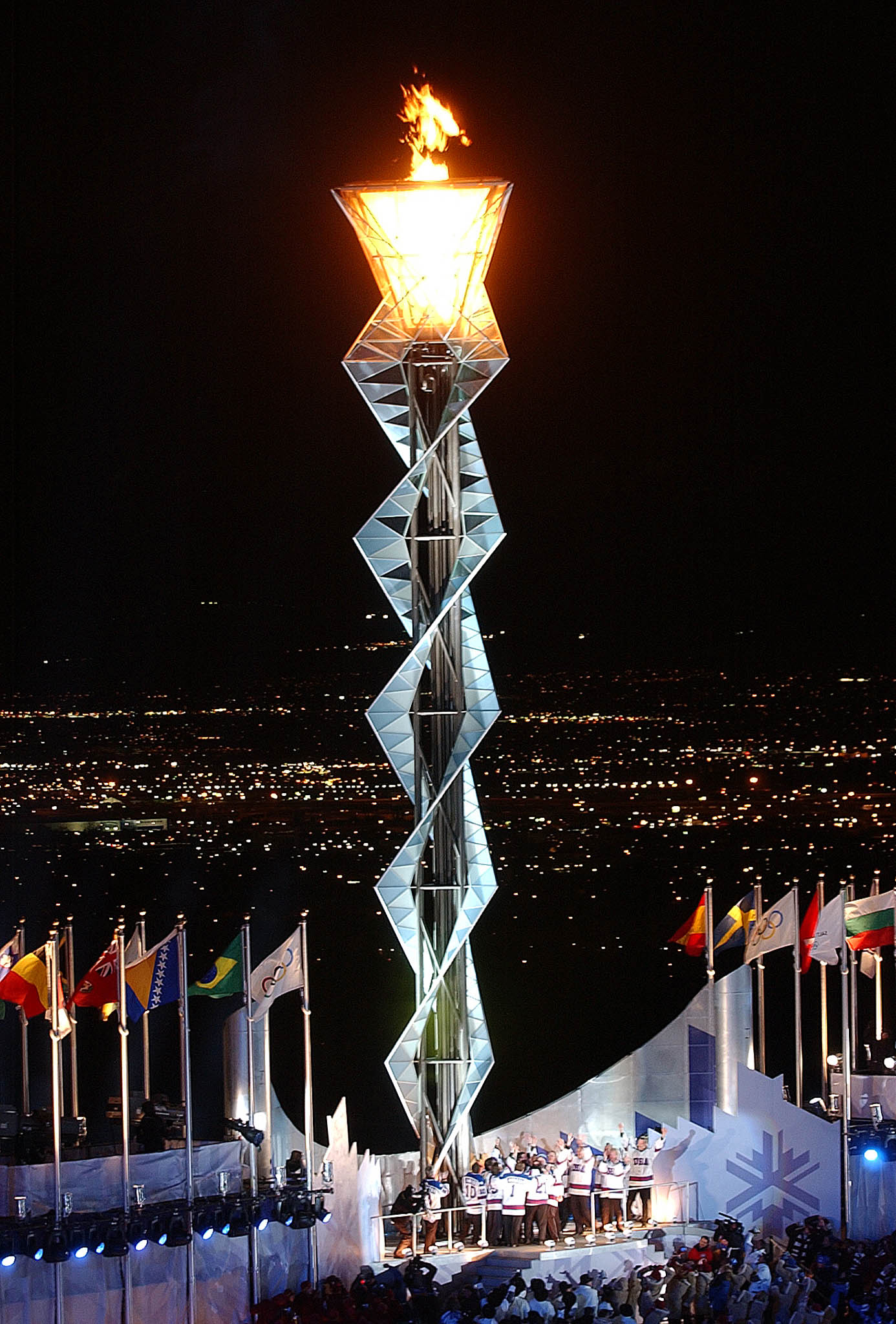
Znicz olimpijski w Salt Lake City w 2002

Znicz olimpijski – znicz, który jest zapalany w dzień rozpoczęcia igrzysk olimpijskich. Znicz zapala ostatni uczestnik (czasami może to być grupa osób) sztafety biegnącej z ogniem olimpijskim zapalonym tradycyjnie w Olimpii od promieni słonecznych. Znicz pozostaje zapalony aż do końca igrzysk olimpijskich.

## Historia

### Starożytne igrzyska olimpijskie
Na czas starożytnych igrzysk olimpijskich w Olimpii zapalano ogień za pomocą promieni słonecznych skupionych przez zwierciadło. Płomień palił się na ołtarzu Hestii, ogień zapalano również na ołtarzach Zeusa i Hery. Zapalaniu ognia nie towarzyszyła żadna ceremonia. Ogień symbolizował czystość, prawdę, światło i wiedzę.

### Nowożytne igrzyska olimpijskie
Po raz pierwszy znicz olimpijski pojawił się na igrzyskach w Amsterdamie w 1928.
Od 1936 roku płomień olimpijski na igrzyska letnie zapalany jest za pomocą promieni słonecznych skupionych przez paraboliczne zwierciadło na stadionie w Olimpii. Stamtąd jest on przenoszony przez olimpijską sztafetę do miejsca rozgrywania igrzysk w danym roku. Zwyczaj ten został zapoczątkowany przed Letnimi Igrzyskami Olimpijskimi w Berlinie w 1936 roku z inicjatywy niemieckiego działacza sportowego Carla Diema (1882–1962).
W 1952 i 1960 roku płomień olimpijski na igrzyska zimowe został zapalony od ognia w piecu w domu norweskiego skoczka narciarskiego Sondre Norheima w Morgedal. W 1956 roku płomień na igrzyska zimowe w Cortinie d’Ampezzo został zapalony w Świątyni Jowisza w Rzymie. Od 1964 roku płomień olimpijski na igrzyska zimowe zapalany jest również w Olimpii. W 1994 roku jednak, przed igrzyskami w Lillehammer drugi płomień został zapalony ponownie w Morgedal.
Kilkakrotnie ceremonii zapalenia znicza nadawano symboliczny charakter, celem podkreślenia ideałów olimpijskich. Podczas igrzysk w Tokio w 1964 znicz zapalił Yoshinori Sakai, urodzony w dniu zrzucenia bomby atomowej na Hiroszimę. W 2000 w Sydney znicz zapalała Aborygenka Cathy Freeman.

## Lista osób, które zapalały znicz olimpijski
Poniższa lista została stworzona na podstawie informacji o nowożytnych igrzyskach olimpijskich 1896–2014 w encyklopedii PWN oraz na stronach Międzynarodowego Komitetu Olimpijskiego:
| rok  | letnie/zimowe | osoba                                                                                                 |
| ---- | ------------- | --- |
| 1928 | letnie        | bez ceremonii                                                                                         |
| 1932 | letnie        | bez ceremonii                                                                                         |
| 1936 | letnie        | Fritz Schilgen                                                                                        |
| 1948 | letnie        | John Marks                                                                                            |
| 1952 | zimowe        | Eigil Nansen                                                                                          |
| 1952 | letnie        | Hannes Kolehmainen Paavo Nurmi                                                                        |
| 1956 | zimowe        | Guido Caroli                                                                                          |
| 1956 | letnie        | Melbourne: Ron Clarke Sztokholm: Hans Wikne, Karin Lindberg i Henry Eriksson                          |
| 1960 | zimowe        | Ken Henry                                                                                             |
| 1960 | letnie        | Giancarlo Peris                                                                                       |
| 1964 | zimowe        | Joseph Rieder                                                                                         |
| 1964 | letnie        | Yoshinori Sakai                                                                                       |
| 1968 | zimowe        | Alain Calmat                                                                                          |
| 1968 | letnie        | Norma Enriqueta Basilio de Sotelo                                                                     |
| 1972 | zimowe        | Hideki Takada                                                                                         |
| 1972 | letnie        | Günther Zahn                                                                                          |
| 1976 | zimowe        | Josef Feistmantl Christl Haas                                                                         |
| 1976 | letnie        | Sandra Henderson Stéphane Préfontaine                                                                 |
| 1980 | zimowe        | Charles Kerr                                                                                          |
| 1980 | letnie        | Siergiej Biełow                                                                                       |
| 1984 | zimowe        | Sandra Dubravčič                                                                                      |
| 1984 | letnie        | Rafer Johnson                                                                                         |
| 1988 | zimowe        | Robyn Perry                                                                                           |
| 1988 | letnie        | Sohn Kee-chung Kim Won-Tak Sohn Mi-Chung                                                              |
| 1992 | zimowe        | Michel Platini François-Cyrille Grange                                                                |
| 1992 | letnie        | Antonio Rebollo                                                                                       |
| 1994 | zimowe        | książę Haakon                                                                                         |
| 1996 | letnie        | Muhammad Ali                                                                                          |
| 1998 | zimowe        | Midori Itō                                                                                            |
| 2000 | letnie        | Cathy Freeman                                                                                         |
| 2002 | zimowe        | Drużyna USA w hokeju na lodzie, mistrzowie olimpijscy z 1980                                          |
| 2004 | letnie        | Nikolaos Kaklamanakis                                                                                 |
| 2006 | zimowe        | Stefania Belmondo                                                                                     |
| 2008 | letnie        | Li Ning                                                                                               |
| 2010 | zimowe        | Catriona Le May Doan Nancy Greene Wayne Gretzky Steve Nash                                            |
| 2012 | letnie        | Callun Airlie Jordan Duckitt Desiree Henry Katie Kirk Cameron MacRitchie Aidan Reynolds Adelle Tracey |
| 2014 | zimowe        | Irina Rodnina Władisław Trietjak                                                                      |
| 2016 | letnie        | Vanderlei de Lima                                                                                     |
| 2018 | zimowe        | Kim Yu-na                                                                                             |
| 2020 | letnie        | Naomi Ōsaka                                                                                           |
| 2022 | zimowe        | Zhao Jiawen Dinige’er Yilamujiang                                                                     |
| 2024 | letnie        | Marie-Jose Perenc Teddy Riner                                                                         |